# Jordbävningen i Ratja 1991
Ratjajordbävningen 1991 var en jordbävning som inträffade i den georgiska regionen Ratja klockan 09:12 UTC den 29 april 1991. Jordbävningens epicentrum var beläget nära städerna Oni och Ambrolauri, den senaste är även regionens största ort. Jordbävningen krävde 270 dödsoffer, lämnade över 100 000 personer hemlösa och bringade stora skador, bland annat på forntida monument. Jordbävningen uppmätte magnituden 7,0, vilket är den hittills högsta magnituden på en jordbävning i Kaukasien någonsin. Den är dock inte den mest dödliga, då jordbävningen i Spitak 1988 krävde mer än 25 000 dödsoffer. 
Sammanlagt påverkade jordbävningen 700 byar och bosättningar, förstörde 46 000 bostäder och gjorde över 100 000 personer hemlösa. Antalet döda hölls nere på grund av att jordbävningen inträffade mitt på dagen, 13:12 lokal tid, då många arbetade på de bördiga fälten. Många historiskt värdefulla monument skadades allvarligt, speciellt Artjangelkyrkan nära Zemo Krichi och Mravaldzalikyrkan, som förstördes fullständigt.